# 플랑크톤

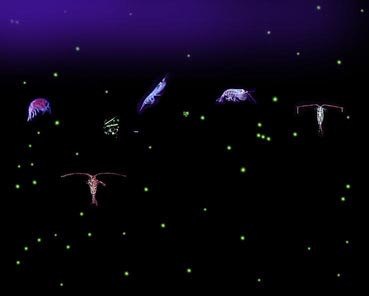
플랑크톤 유기체의 몽타주 사진

플랑크톤(영어: plankton) 또는 부유생물(浮遊生物)은 바다에 부유하는 생물들로, 각종 동물, 식물, 세균 등을 포함하며, 바다, 원양, 또는 담수에서 서식한다. 떠살이 생물이라고도 한다. 플랑크톤은 유전적 분류보다는 생태에 따라 정의된다. 플랑크톤은 수중 생명체의 중요한 식량원이 된다.

## 개요
플랑크톤은 부유생물로 수중을 떠도는 생활을 하는 생물을 가리키는 말이다. 플랑크톤이라는 이름은 그리스어의 πλαγκτός -planktos에서 나왔으며, 이것은 '돌아다니는', '방랑하는 것', '떠도는 것'이라는 의미이다.
규조류나 소형 갑각류, 해파리, 물고기의 유생 등 다양한 분류군에 속하는 생물을 포함한다. 유영 능력을 전혀 가지지 않거나 유영 능력이 있어도 물의 흐름을 거스르지 못하는 비교적 작은 생물이기 때문에 결과적으로 떠도는 생물이 대부분이다.
어디까지나 "부유하는 것"이라는 개념이므로, 대형 생물도 해파리 등 유영 능력이 매우 낮은 것도 포함된다. 종종 물의 작은 동물이나 조류 등의 미생물을 플랑크톤라고 칭하는 것이 있다. 고착 생활 등 물밑에서 생활을 하는 것은 아래의 벤투스의 정의에 해당하므로 이런 것들을 플랑크톤으로 칭하는 것은 잘못이다. 그러나 플랑크톤 도감, 특히 민물에서 두 가지를 충족시키는 경우가 많다.
부유한다고 해도 움직임에 대해서 수동적으로 살아있는 것이 아니라, 부상과 침강을 능동적으로 수행할 수 있고, 물의 흐름을 이용하여 어느 정도 적극적으로 수중에 원하는 위치에 있을 수 있다. 스스로의 에너지를 대량으로 투입하지 않고 물 덩어리 사이에 정위치하는 생활을 하므로 범선의 항법과도 유사하다.

## 분류

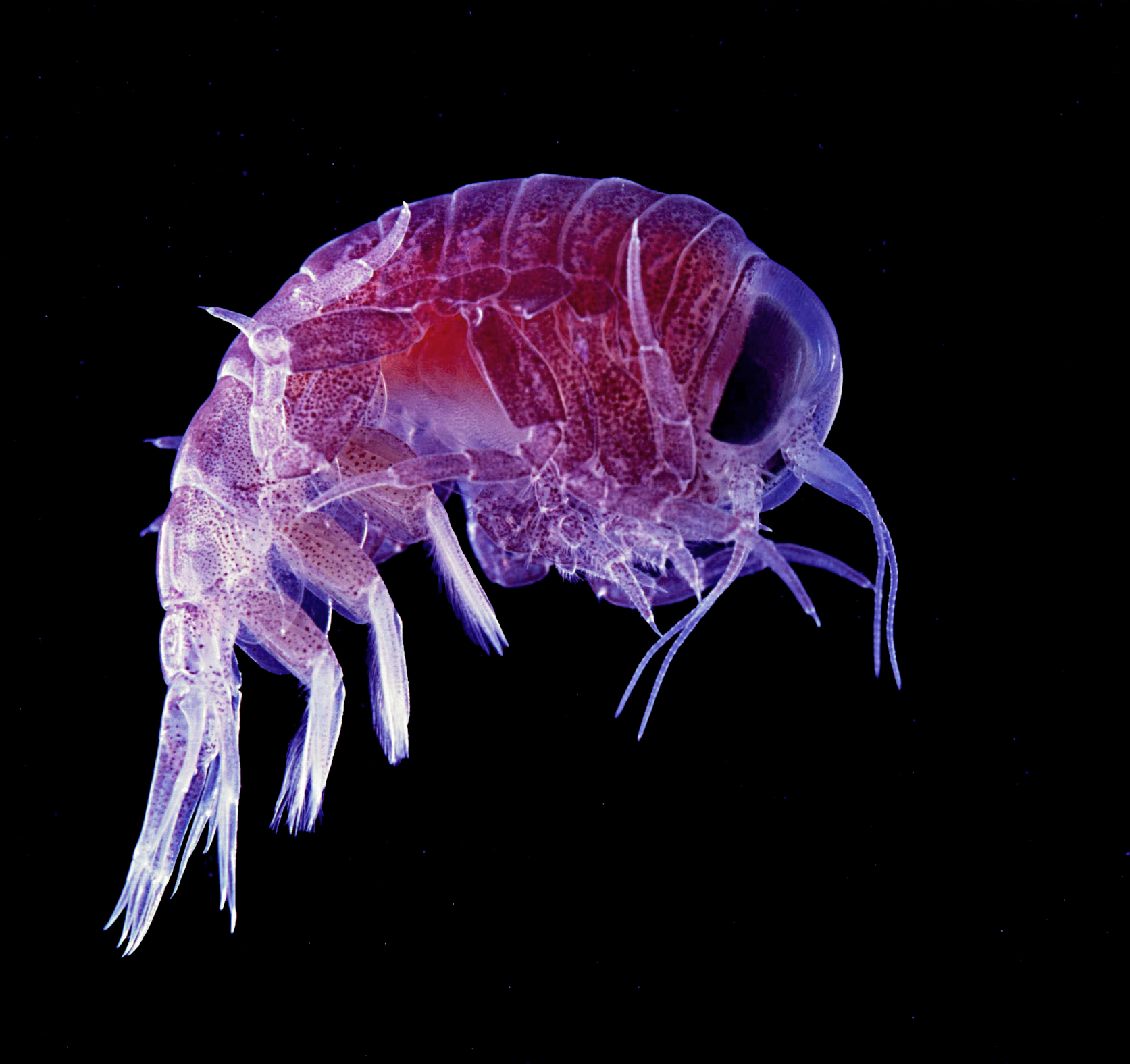
앰피포드의 사진

플랑크톤은 분류학적인 단위가 아니라 삶의 유형에 따른 분류이다. 따라서 문이나 강 수준 분류군을 적용하면, 아마 거의 모든 분류군이 포함된다. 플랑크톤을 더욱 세분화하는 방법도 몇 가지가 있다.

### 영양섭취에 따른 분류
일반적으로 광합성에 의한 것을 식물 플랑크톤(Phytoplankton), 섭식에 의한 것을 동물 플랑크톤(Zooplankton)라고 한다. 그러나 소용돌이 편모 조류 등에서 색소를 가지지 않고 박테리아 등의 입자를 유일하게 섭취하는 것이나, 색소를 가지고 광합성을 하는 한편 섭식하는 것도 있다.

### 삶에 따른 분류
삶의 일부를 플랑크톤으로 지내는 것을 임시 플랑크톤(Meroplankton), 삶의 거의 모든 시기를 플랑크톤으로 지내는 것을 종생 플랑크톤(Holoplankton)라고 한다. 해양 무척추 동물 중에는 난생과 유생의 시기를 플랑크톤으로 지내는 경우가 많다.

## 역할
소형 플랑크톤은 수계의 생태계를 구성하는 먹이 사슬의 가장 하부에 위치하므로, 어류나 고래와 같은 더 큰 동물의 먹이로서 중요한 역할을 담당하고 있다. 특히 깊은 해양의 해저에서는 생산자의 위치에 있는 것이 식물성 플랑크톤이다. 한편, 수중에서는 배설물이나 분해산물도 물속에서 떠도는 데트리투스(Detritus) 같은 형태로 분해 과정을 거치게 해서 분해자의 역할도 하는 것이 플랑크톤이다.

## 채집
플랑크톤 채집은 플랑크톤 네트가 사용되는 경우가 많다. 고전적인 플랑크톤 네트는 튼튼한 둥근 테두리에 잘 짜여진 원추형 또는 원통형 원뿔 모양의 그물을 붙인 것으로, 끝에는 샘플 채취용 유리병이 붙어 있다. 목적에 따라 눈금 크기(메쉬 크기)에 맞추어 사용한다. 전통적으로 0.33mm를 동물목 채m 식물목 채취에 사용했지만, 최근에는 동물 플랑크톤 채집에도 0.1mm를 사용하는 경우가 많다.
조류와 작은 동물 플랑크톤 채집은 현재 채수법을 사용하는 것이 일반적이다. 채수법은 바닷물을 1L, 2L 등과 같이 정량으로 채집하고 플랑크톤을 해수마다 고정해, 침전농축하여 현미경으로 분류하여 수치를 측정한다. 또한 목적에 따라 10μm, 2μm, 0.2μm 같은 필터를 사용하여 농축하고, 필터를 광학 현미경과 형광 현미경으로 관찰할 수 있다. 조류는 분류를 하지 않고 유리섬유 필터로 생 바닷물을 여과해서 아세톤과 메탄올, 디메틸 포름, 아미드 등에서 추출하여 흡광도 또는 형광을 측정하여 엽록소 등의 색소량만큼 양을 측정하기도 한다.

## 유형
플랑크톤은 수중 생물을 생활 형식으로 나눈 경우, 부유생물에 대한 명칭이다. 이에 대해 물줄기를 거슬러 유영할 수 있는 생물을 《넥턴》(nekton) 또는 유영 생물, 물밑에서 생활하는 생물을 《벤토스》(benthos) 또는 《저서 생물》이라고 부른다. 또한, 수면 위에 생활을 《뉴스턴》이라고 한다.
그러나 이러한 개념은 어디까지나 이론적인 것으로, 실제 생물 전체에 적용할 수 있는 것은 아니다. 예를 들어 갑각류 크릴의 유영 능력은 플랑크톤과 넥턴의 중간 정도이며, ‘마이크로 넥턴’이라고 불린다. 또한 조개 갈대류나 아미 등 낮에는 해저 바로 윗쪽에 머물고, 밤에는 물속에 헤엄치는 반 플랑크톤, 반 벤토스적인 생활을 하는 것도 있다. 넥턴 벤토스, 프랑크토 벤토스 같은 중간 개념의 분류도 편의상 사용되고 있다.
또한 이러한 구분은 생물의 삶 내내 계속되는 것이 아니다. 예를 들어, 새우, 게, 불가사리, 해면, 말미잘 등 많은 것들이 유생기에 플랑크톤 생활을 보내지만, 성장과 함께 물밑에서 생활하는 벤투스가 되고, 많은 어류들이 알에서 부화 후 유생기는 플랑크톤, 성장과 함께 유영 능력이 발달되면 넥턴이 된다.

## 같이 보기
- 식물성 플랑크톤
- 동물성 플랑크톤